# 原市
原市（日语： Haraichi */?）是日本的搞笑藝人二人組，成員為岩井勇氣（擔任裝傻角色）與澤部佑（擔任吐槽角色）。兩人於2009年初次在M-1大賽晉身決賽圈，並獲得第5名，藉此打開知名度。翌年亦再次進入M-1大賽決賽圈。團名來自兩人的出身地，日本埼玉縣上尾市的原市。
他們的漫才風格別樹一格，稱為「配合裝傻漫才」（ノリボケ漫才）。先由岩井拋出一個又一個跟某個主題有關的詞彙，再由澤部延伸話題。途中岩井會慢慢離題，但跟普通的漫才不同，澤部不會吐槽，而是跟之前一樣配合延伸話題，達致搞笑效果。

## 成員
- 岩井勇氣（岩井 勇気，1986年7月31日－）
- 澤部佑（澤部 佑，1986年5月19日－）

## 電視節目

### 綜藝節目
- Campus Night Fuji（日语：キャンパスナイトフジ）（富士電視台，2009年4月10日－2010年3月19日）
- DON!（日语：DON!）（日本電視台，2010年3月31日－2011年3月25日）
- Picaru的定理（富士電視台，2010年10月－2013年9月4日）[5]

只有澤部
- 森田一義時間 笑一笑又何妨！（星期二常規成員，富士電視台，2012年10月2日－）
- 相葉愛學習（朝日電視台系列，2013年4月21日－）等等

### 電視劇
- 粉紅系男孩（富士電視台，2009年8月1日－11月3日）

只有澤部
- 櫻桃之夜（日语：チェリーナイツ）（BS富士，2010年）：飾 田村一
- 神探伽俐略 第二季（富士電視台，2013年4月15日－6月24日）：飾 太田川稔

## 外部連結
- 官方檔案（日語）
- 個人網誌（日語）
- 岩井勇氣的X（前Twitter）（日語）